# Liste der Leuchttürme in Palau
Die Leuchtfeuer in Palau dienen der Sicherung der Seefahrt in den Seegebieten des Pazifischen Ozeans im Gebiet von Palau.

## Leuchtfeuer
| Name                    | Bild  | Baujahr | Ort & Koordinaten     | Licht-Charakteristik | Feuerhöhe  | NGA Nummer | Admiralty Nummer | Reichweite nml |
| ----------------------- | ----- | ------- | --------------------- | -------------------- | ---------- | ---------- | ---------------- | -------------- |
| Aivon Lighthouse        |       | n/a     | Ngarchelong ⊙         | inactive             | n/a        | n/a        | n/a              | n/a            |
| Angaur Lighthouse       |       | n/a     | Angaur ⊙              | Fl W 5s.             | n/a        | 10934      | M8410            | 10             |
| Koror Lighthouse        | Image | 1903    | Ngeruktabel Island ~⊙ | inactive             | 9 m (Turm) | n/a        | n/a              | n/a            |
| Malakal Pass Lighthouse |       | n/a     | Malakal ⊙             | Fl W 6s.             | 7 m        | 10936      | M8408            | 7              |